# Aplicație software

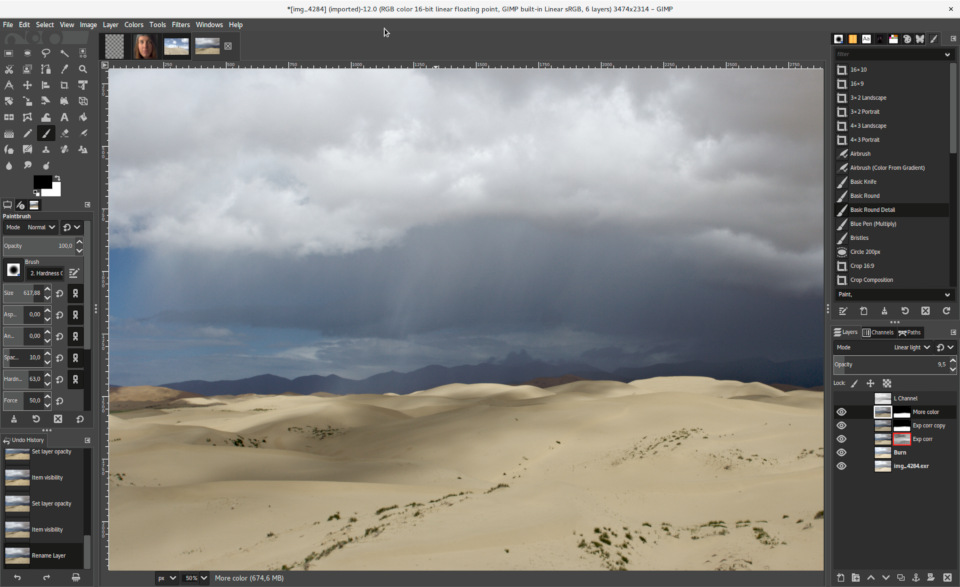
GNU Image Manipulation Program (GIMP), versiune 2.10, a aplicației distribuite liber

Aplicația software (app pe scurt) este un program sau un grup de programe concepute pentru utilizatorii finali. Exemple de aplicații includ un procesor de text, foaie de calcul, software de contabilitate, un navigator web, un client de e-mail, un media player, un vizualizator de fișiere, un simulator de zbor aeronautic, un joc de consolă sau un editor de fotografii. Programul de aplicații pentru substantive colective se referă la toate aplicațiile în mod colectiv. Acest lucru contrastează cu software-ul sistemului, care este implicat în principal cu rularea computerului.
Aplicațiile pot fi incluse în computer și software-ul sistemului său sau publicate separat și pot fi codificate ca proiecte proprii, open-source sau universitare. Aplicațiile create pentru platformele mobile se numesc aplicații mobile.

## Vezi și
- Dezvoltare software
- Instalare de software
- Aplicație mobilă
- Aplicație web

## Legături externe
- Materiale pentru studii legate de Aplicație software la Wikiversity